# Tebanga Village (ort i Maiana)
Tebanga Village är en ort i Kiribati.   Den ligger i örådet Maiana och ögruppen Gilbertöarna, i den södra delen av landet, 40 km söder om huvudstaden Tarawa. Tebanga Village ligger 11 meter över havet och antalet invånare är 260.
Terrängen runt Tebanga Village är mycket platt.  Närmaste större samhälle är Bubutei Village, 12,5 km sydväst om Tebanga Village. 